# St. Ulrich (Schönau)

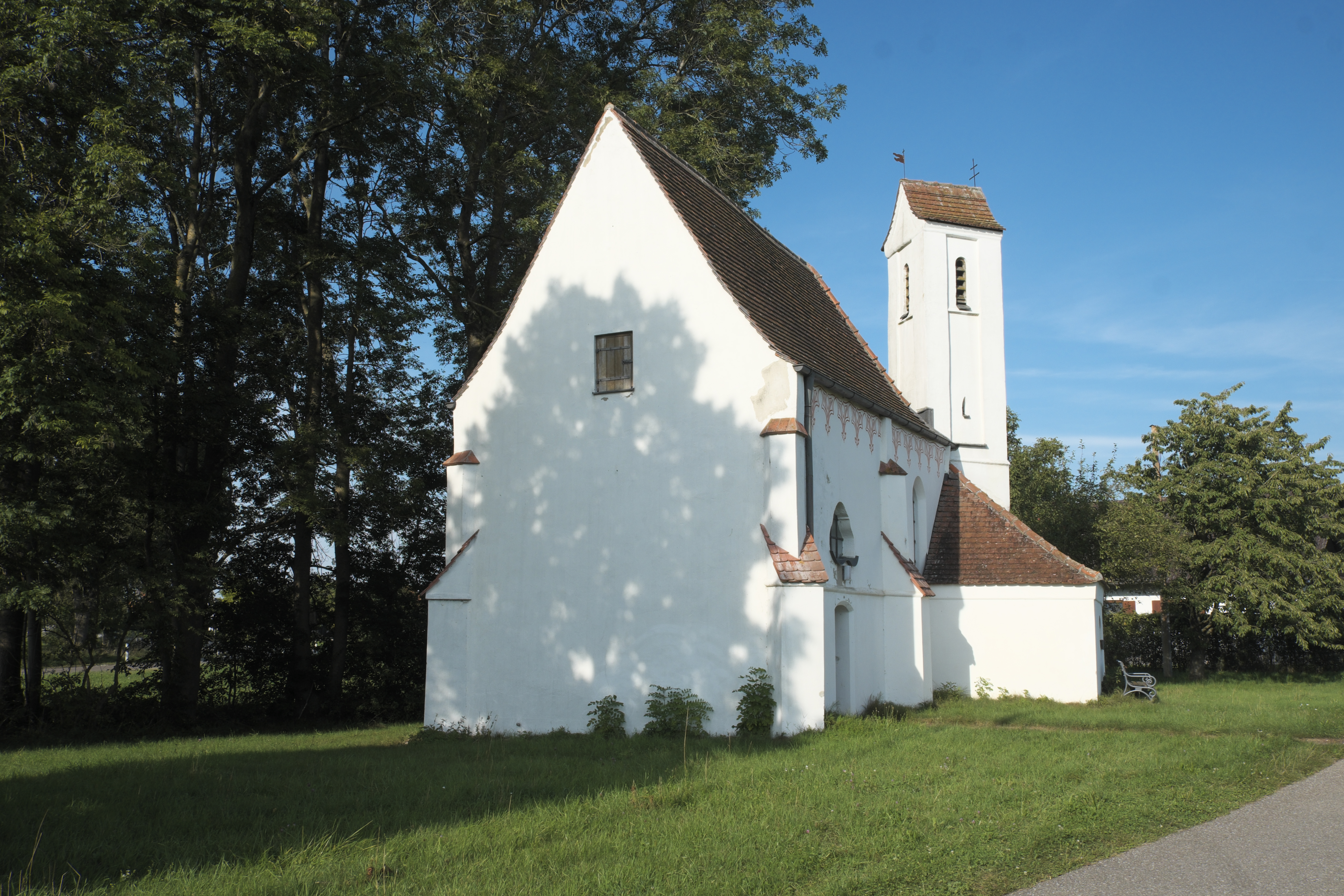
St. Ulrich in Schönau

Die römisch-katholische Filialkirche St. Ulrich steht in Schönau, einem Gemeindeteil von Inchenhofen im Landkreis Aichach-Friedberg in Bayern. Das Bauwerk ist in der Liste der Baudenkmäler in Inchenhofen unter der Nr. D-7-71-141-20 eingetragen.

## Beschreibung
Die Saalkirche wurde um 1494 erbaut und im 18. Jahrhundert umgestaltet. Sie besteht aus einem von Strebepfeilern gestützten Langhaus und einem dreiseitig geschlossenen Chor im Osten. Der mit einem Satteldach bedeckte Kirchturm steht an der südöstlichen Wand des Chorschlusses. Der Innenraum des Langhauses, in dem um 1730/40 Stuck eingebracht wurde, ist mit einer Flachdecke überspannt. Der Altar wurde um 1769 aufgestellt. Ein Gemälde, auf dem Franz Xaver und Ignatius von Loyola dargestellt sind, wird Ignaz Baldauf zugeschrieben.